# Myndigheten för totalförsvarsanalys
Myndigheten för totalförsvarsanalys (MTFA) är en svensk statlig förvaltningsmyndighet som sorterar under Försvarsdepartementet.
Myndigheten för totalförsvarsanalys har till uppgift att följa upp, analysera och utvärdera verksamheten inom totalförsvaret samt att bistå regeringen med kvalificerade kunskapsunderlag. Myndigheten ska följa upp utvecklingen av totalförsvaret i förhållande till det övergripande målet för totalförsvaret samt målen för det militära respektive det civila försvaret.

## Historik
Försvarsberedningen föreslog i rapporterna Motståndskraft (2017:66)  och Värnkraft (2019:8) att en självständig myndighet skulle inrättas för att följa upp den uppbyggnad som pågår av det svenska totalförsvaret. I propositionen (Prop. 2020/21:30) inför Försvarsbeslutet 2020 poängterade regeringen betydelsen av att de ekonomiska tillskotten till totalförsvaret ger avsedd effekt, att offentliga medel används effektivt och att det sker en oberoende uppföljning och utvärdering av totalförsvaret. 
En utredning tillsattes i april 2021 för att göra de överväganden och lämna förslag för att regeringen skulle kunna tillsätta en organisationskommitté med uppdrag att inrätta en ny myndighet för uppföljning och utvärdering av verksamheten i totalförsvaret. Betänkandet Totalförsvarsanalys – en oberoende myndighet för uppföljning och utvärdering (SOU 2021:103) lämnades i december 2021.En organisationskommitté tillsattes i augusti 2022 för att förbereda inrättandet av den nya myndigheten.
Myndigheten inrättades den 1 januari 2023 med avsikten att den skulle byggas upp successivt under 2023. Susanne Moberg, som varit särskild utredare inför myndighetens tillkomst, utsågs till vikarierande generaldirektör.
I januari 2024 tillträdde Jan Garton som ny generaldirektör.  

## Verksamhet
Myndigheten för totalförsvarsanalys (MTFA) har till uppgift att följa upp, analysera och utvärdera verksamheten inom totalförsvaret samt att bistå regeringen med kvalificerade kunskapsunderlag. Myndigheten ska följa upp utvecklingen av totalförsvaret i förhållande till det övergripande målet för totalförsvaret samt målen för det militära respektive det civila försvaret.

## Generaldirektörer
- 2023–2024: Susanne Moberg [a]
- 2024–idag: Jan Garton